# Ibolya-gyöngyházlepke
Az ibolya-gyöngyházlepke (Argynnis niobe), a rovarok (Insecta) osztályába, a lepkék (Lepidoptera) rendjébe, a tarkalepkefélék (Nymphalidae) családjába és a gyöngyházlepke (Argynnis) nembe tartozó faj. Neme (Argynnis) a gyöngyházlepkék parafiletikus csoportjának tagja.

## Származása, elterjedése
Palearktikus faj, amely főleg Dél- és Közép-Európában terjedt el. Magyarországon több alfaja él; főként az ország középső és déli homokos területein, illetve a Magyar Középhegység déli, meleg lejtőin.

## Megjelenése, felépítése
Első szárnyának fesztávolsága 45–55 milliméter; a nőstény nagyobb a hímnél. A szárny alapszíne barnás; rajzolata ugyan lehet tiszta és élesen rajzolt, de gyakran füstösen hintett, főként az erek a fekete pettyek környékén. A szárnyak tőtere is sötét, rozsdabarnás vagy füstös-feketés. A hátsó szárny fonákja világos okker, főleg a tő- és középtérben rozsdavörös vagy rozsdabarna foltokkal; a szegélytér sárga szalagjában érközönként egy-egy vörös pont ül. 	

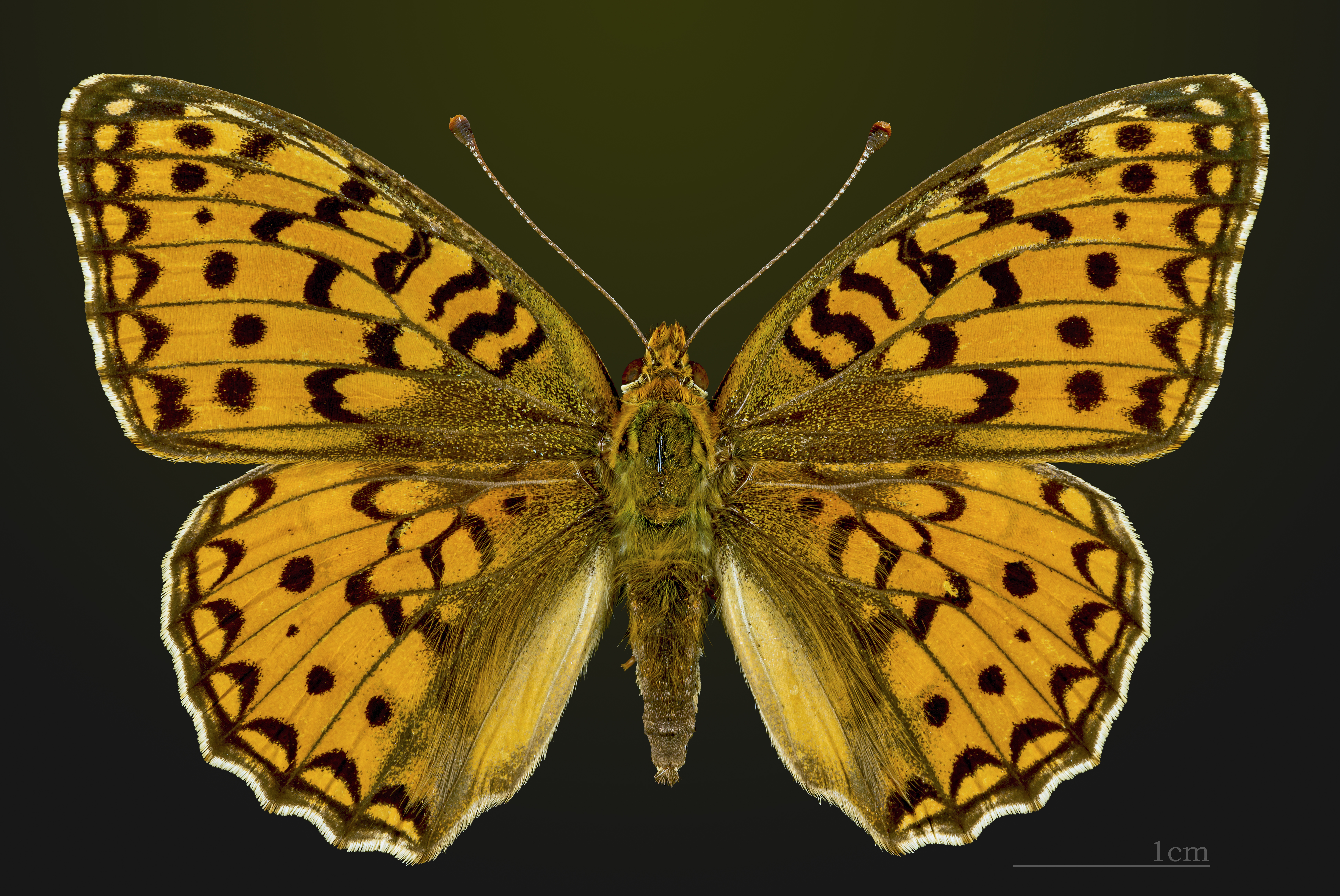
Argynnis niobe
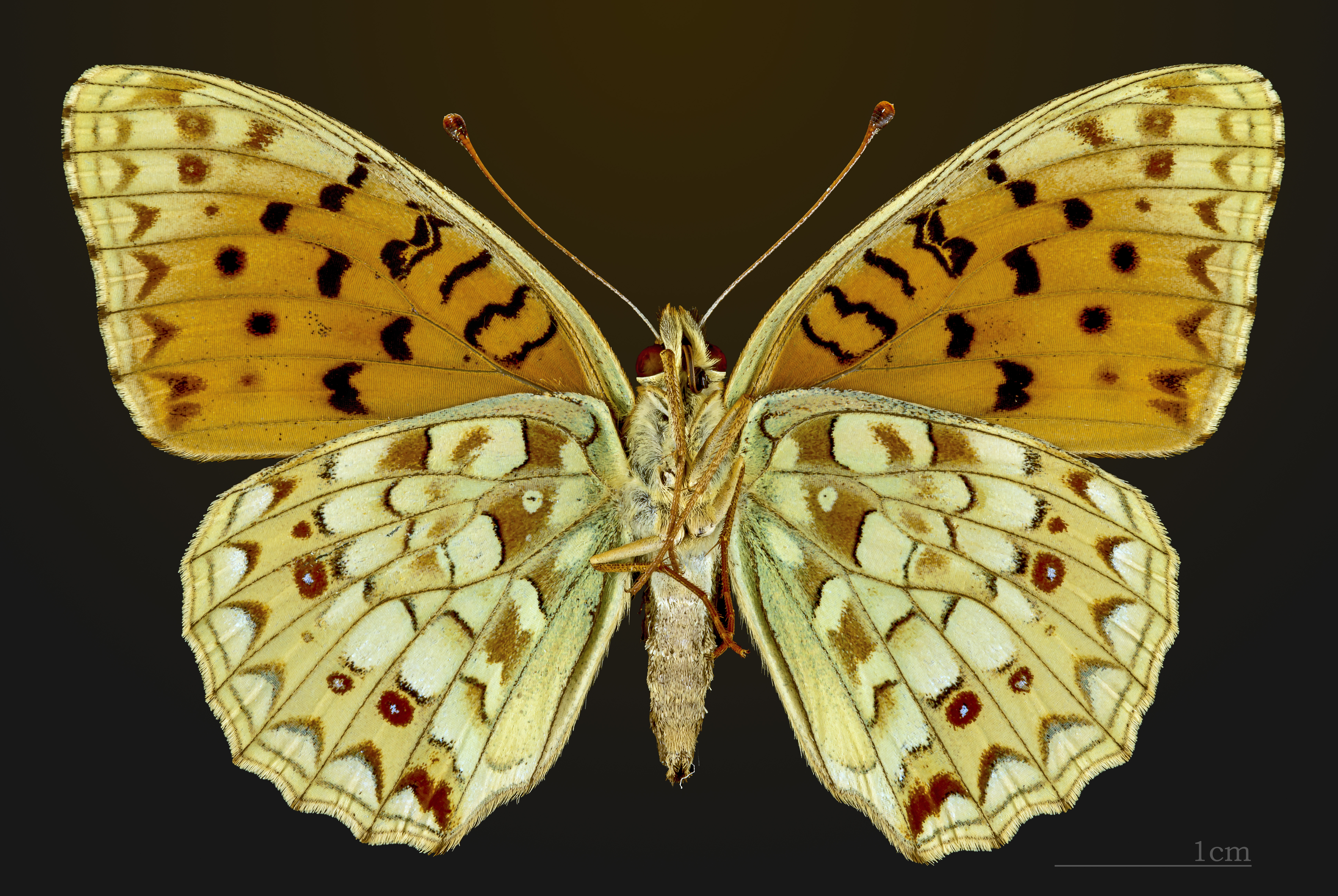
△ Argynnis niobe

Az ezüstös szín csak a gyöngysor foltjainak pupillájában tűnik fel; sokszor ott sem. Főleg a középhegységi példányok között előfordulnak olyanok is, amelyeken annyi és akkora ezüstfolt van, mint az ezüstös gyöngyházlepkén (Argynnis adippe).
A hernyó barna, a feje rozsdasárga, áltüskéi vörösesfehérek. Hátvonala feketével szegett fehér, oldalát sötét sáv és fehér foltok díszítik.

## Életmódja, élőhelye
Magyarországon egy évben két–három nemzedéke repül áprilistól szeptemberig — délebbre a három nemzedék az általános.
Hernyójának tápnövényei a réti imola és a különböző útifüvek (Plantago sp.)

## Alfajok, változatok
- Fabriciana niobe f. eris — szárnyának fonákja sárga, ezüstfok nélkül[2]

## Hasonló fajok
- kerek foltú gyöngyházlepke (Argynnis aglaja)
- ezüstös gyöngyházlepke (Argynnis adippe)

Ezeket a fajokat a hátsó szárny fonákján elhelyezkedő ezüstös foltok alapján különböztethetjük meg egymástól.